# Graaf van Vlaanderen (België)

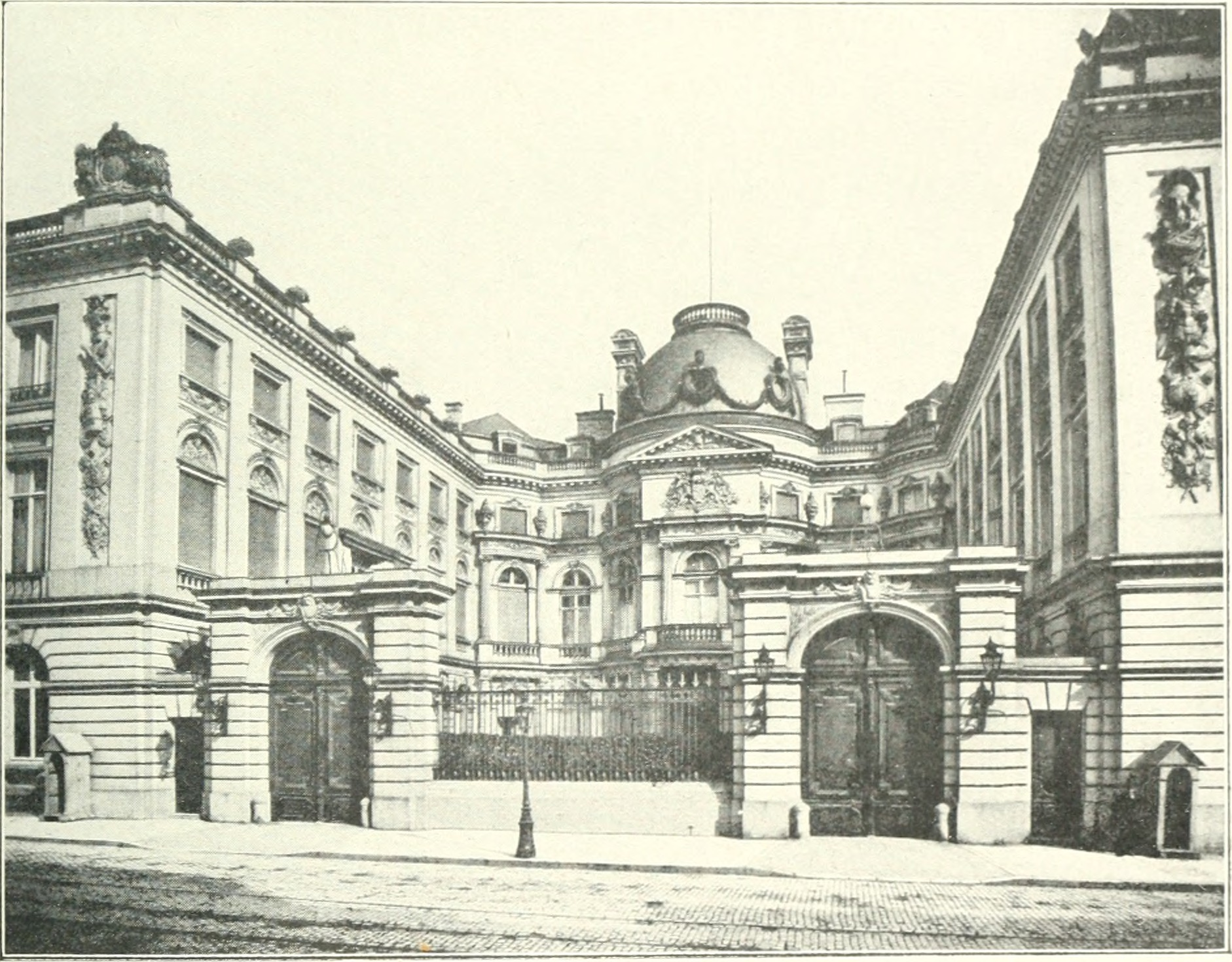
Het Paleis van de Graaf van Vlaanderen in 1910, waar vandaag het Rekenhof gevestigd is.

Graaf van Vlaanderen is – in de Belgische context – een dynastieke titel die in de regel aan een van de afstammelingen van de koning der Belgen gegeven wordt. Het is een symbolische voortzetting van de vorstelijke titel van het oude graafschap Vlaanderen. Na het overlijden van prins Karel in 1983 werd de titel van graaf van Vlaanderen niet meer toegekend.
De titel van Graaf van Vlaanderen werd afgeschaft bij Koninklijk Besluit van 16 oktober 2001.
De residentie van de graaf van Vlaanderen was het huidige Rekenhof.

## Belgischegraven van Vlaanderen
| Nr. | Portret | Naam                                            | Begin            | Einde            | Titels                                                                                           | Afstamming |
| --- | ------- | ----------------------------------------------- | ---------------- | ---------------- | ------------------------------------------------------------------------------------------------ | --- |
| 1   | Filips  | Filips (VII) (24 maart 1837 – 17 november 1905) | 14 december 1840 | 17 november 1905 | - Hertog van Saksen - Prins van België - Prins van Saksen-Coburg en Gotha - Graaf van Vlaanderen | Derde zoon van koning Leopold I van België. |
| 2   | Karel   | Karel (VI) (10 oktober 1903 - 1 juni 1983) →    | 31 januari 1910  | 1 juni 1983      | - Prins van België - Graaf van Vlaanderen                                                        | Tweede zoon van Koning Albert I. Bij Koninklijk Besluit van 16 oktober 2001 werd beslist de titel graaf van Vlaanderen niet langer toe te kennen. |